# Grbavci Donji
Grbavci Donji (en serbe cyrillique : Грбавци Доњи) est un village de Bosnie-Herzégovine. Il est situé dans la municipalité de Zvornik et dans la république serbe de Bosnie. Selon les premiers résultats du recensement bosnien de 2013, il compte 536 habitants.

## Démographie

### Évolution historique de la population dans la localité
| 1948 | 1953 | 1961 | 1971 | 1981 | 1991   | 2013 |
| ---- | ---- | ---- | ---- | ---- | ------ | ---- |
| 394  | 636  | 658  | 552  | 968  | 1 058, | 536  |

|  |

### Communauté locale
En 1991, Grbavci Donji faisait partie de la communauté locale de Grbavci qui comptait 1 997 habitants, répartis de la manière suivante :